# Vrak och sjöolyckor vid Västerbottens kust
Vrak och sjöolyckor vid Västerbottens kust är en bok av Kurt Boberg och Alf Öhman. Boken är tryckt av UTAB, Umeå 1983.